# Wilson Lalín
Wilson Lalín (sinh ngày 3 tháng 5 năm 1985) là một cầu thủ bóng đá người Guatemala thi đấu cho Đội tuyển bóng đá quốc gia Guatemala.
Anh được triệu tập vào Guatemala tham dự Cúp Vàng CONCACAF 2015; anh chơi trong trận đầu tiên của Guatemala.

## Sự nghiệp quốc tế

### Bàn thắng quốc tế
Tỉ số và kết quả liệt kê bàn thắng của Guatemala trước.
| #  | Ngày               | Địa điểm                                | Đối thủ | Tỉ số | Kết quả | Giải đấu |
| -- | ------------------ | --------------------------------------- | ------- | ----- | ------- | -------- |
| 1. | 6 tháng 6 năm 2015 | Estadio Centenario, Montevideo, Uruguay | Uruguay | 1–5   | 1–5     | Giao hữu |